# شهرستان واراژدین
واراژدین (کرواتی: Varaždinska županija) یکی از شهرستان‌های کرواسی است که در شمال این کشور واقع شده و با اسلوونی و مجارستان هم‌مرز است.
نام آن از نام مرکزش شهر واراژدین گرفته شده.